# Carolina Panthers 2001
La stagione 2001 dei Carolina Panthers è stata la 7ª della franchigia nella National Football League, l'ultima con George Seifert come capo-allenatore. Si concluse con un disastroso record di 1-15 in cui la squadra, dopo avere vinto la prima partita, perse tutte le seguenti, battendo il record dei Buccaneers del 1976 per maggior numero di sconfitte consecutive in una stagione regolare. Tale poco lusinghiero primato fu battuto dai Detroit Lions nel 2008.

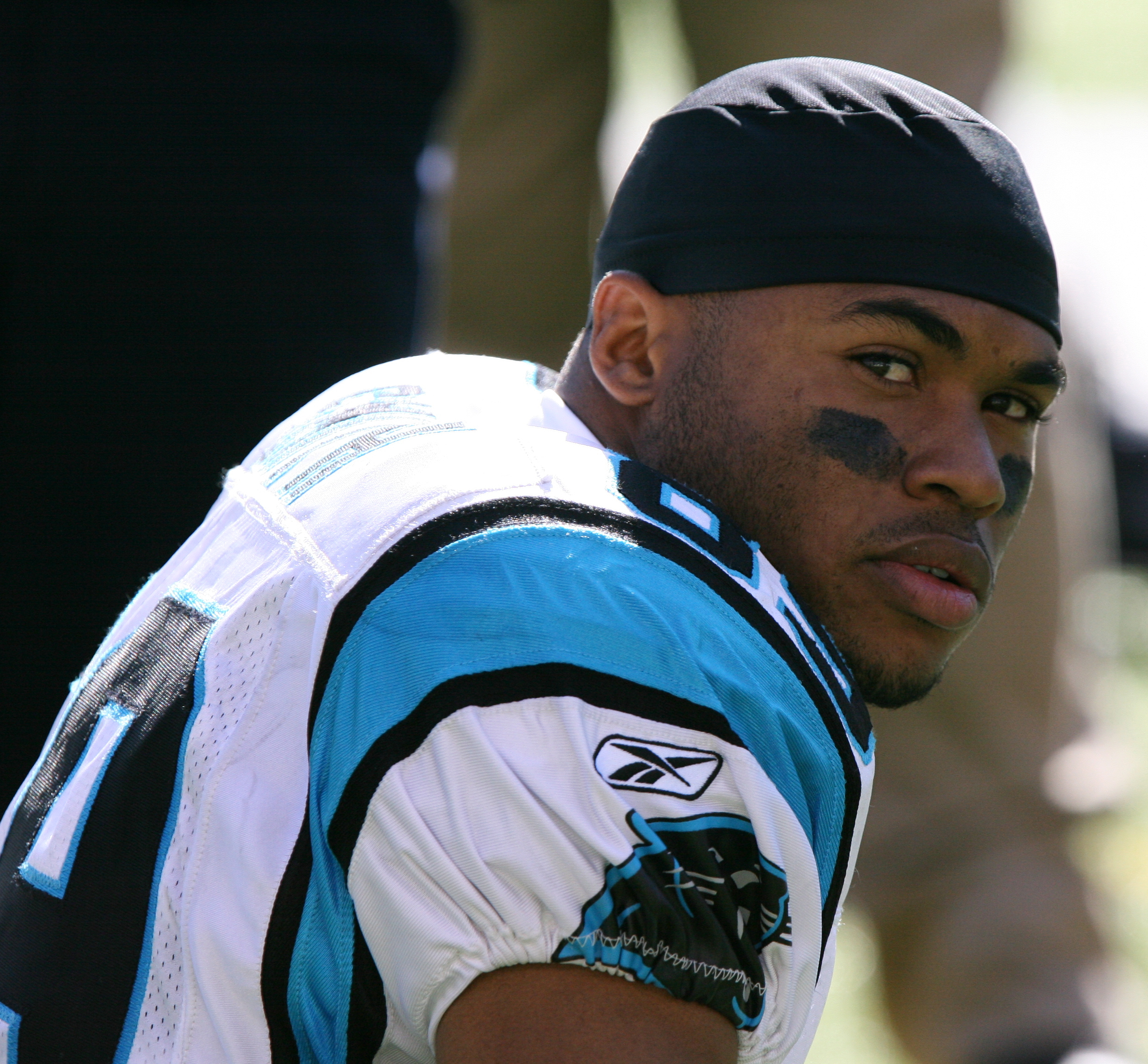
Steve Smith fu scelto nel terzo giro del Draft NFL 2001.

## Calendario
| Turno | Data               | Avversario             | Risultato          | Risultato          | Stadio                       | Pubblico           |
| Turno | Data               | Avversario             | Punteggio          | Record             | Stadio                       | Pubblico           |
| ----- | ------------------ | ---------------------- | ------------------ | ------------------ | ---------------------------- | ------------------ |
| 1     | 9/9/2001           | at Minnesota Vikings   | V 24–13            | 1–0                | Hubert H. Humphrey Metrodome | 64,108             |
| 2     | 23/9/2001          | at Atlanta Falcons     | S 16–24            | 1–1                | Georgia Dome                 | 47,804             |
| 3     | 30/9/2001          | Green Bay Packers      | S 7–28             | 1–2                | Ericsson Stadium             | 73,120             |
| 4     | 7/10/2001          | at San Francisco 49ers | S 14–24            | 1–3                | 3Com Park                    | 66,944             |
| 5     | 14/10/2001         | New Orleans Saints     | S 25–27            | 1–4                | Ericsson Stadium             | 72,049             |
| 6     | 21/10/2001         | at Washington Redskins | S 14–17 (DTS)      | 1–5                | FedExField                   | 74,480             |
| 7     | 28/10/2001         | New York Jets          | S 12–13            | 1–6                | Ericsson Stadium             | 72,642             |
| 8     | 4/11/2001          | at Miami Dolphins      | S 6–23             | 1–7                | Pro Player Stadium           | 72,597             |
| 9     | 11/11/2001         | at St. Louis Rams      | S 14–48            | 1–8                | Dome at America's Center     | 66,069             |
| 10    | 18/11/2001         | San Francisco 49ers    | S 22–25 (DTS)      | 1–9                | Ericsson Stadium             | 72,665             |
| 11    | 25/11/2001         | Atlanta Falcons        | S 7–10             | 1–10               | Ericsson Stadium             | 72,234             |
| 12    | 2/12/2001          | at New Orleans Saints  | S 23–27            | 1–11               | Louisiana Superdome          | 70,020             |
| 13    | 9/12/2001          | at Buffalo Bills       | S 24–25            | 1–12               | Ralph Wilson Stadium         | 44,549             |
| 14    | Settimana di pausa | Settimana di pausa     | Settimana di pausa | Settimana di pausa | Settimana di pausa           | Settimana di pausa |
| 15    | 23/12/2001         | St. Louis Rams         | S 32–38            | 1–13               | Ericsson Stadium             | 72,438             |
| 16    | 30/12/2001         | Arizona Cardinals      | S 7–30             | 1–14               | Ericsson Stadium             | 72,025             |
| 17    | 6/1/2002           | New England Patriots   | S 6–38             | 1–15               | Ericsson Stadium             | 71,907             |